# Gonsé (Zabré)
Pour les articles homonymes, voir Gonsé.
Gonsé est une commune située dans le département de Zabré de la province de Boulgou dans la région du Centre-Est au Burkina Faso.